# Sint-Lambertuskerk (Manderfeld)
De Sint-Lambertuskerk (Duits: Sankt Lambertus Kirche) is de parochiekerk van de tot de gemeente Büllingen behorende plaats Manderfeld in de Belgische provincie Luik.

## Geschiedenis
Het betreft een gotische kerk met een vierkante westtoren uit de romaanse stijl die voor het gebouw staat. Deze toren werd in de 11e of 12e eeuw gebouwd en heeft een achtkante ingesnoerde naaldspits. Kort na 1520 zou het gotische schip zijn gebouwd in opdracht van Richard von Greiffenclau, waarvan het wapenschild zich nog op de hoek van de toren bevindt

## Gebouw
De kerk is gepleisterd, maar de accentueringen zijn in rode zandsteen uitgevoerd. 
Het portaal is van 1789. Het verlaagde koor heeft kruisribgewelven. De apsis is driezijdig afgesloten.
Rondom de kerk bevindt zich een monumentale kruisweg.